# 上野消火器商一家五人殺し
上野消火器商一家五人殺し（うえのしょうかきしょういっかごにんころし）とは、1974年（昭和49年）2月7日に東京都台東区上野七丁目で発生した大量殺人事件。消火器販売業者の一家4人と、一家の知人である男性の計5人が殺害された。
被害者が5人におよんだ一家殺害事件であることから、報道では上野の一家五人殺しと呼称される場合がある。

## 事件の概要
事件現場は台東区上野七丁目で、被害者は同地の家に住んでいた消火器販売業を経営していた男性A（事件当時71歳）とその妻B（同69歳）、Aの三男C（同33歳）とその妻D（同27歳）、そしてA宅の元従業員であり、事件発生時に遊びに来ていた国鉄職員の男性E（同26歳）の計5人である。
1974年2月7日、被害者5人が殺害されているのが発見されたが、その現場は凄惨を極めていた。特に社長A（当時71歳）は頭を鈍器で殴られ致命傷を受けていたうえに、首をビニール紐で縛りつける念の入りようであった。
当初、警視庁は一家心中を疑っていたが、タンスの中身が全てぶちまけられている様子から、複数による物取りもしくは怨恨の犯行であるとして捜査した。室内にあった犯人の脱ぎ捨てた衣類から身元が判明し、消火器商で以前セールスマンとして働いていた男T（当時36歳）と、知り合いのとび職の男K（当時39歳）が逮捕された。

## 犯行の動機と実行
Tは消火器のセールスマンをしていた頃、消火器販売業をしていたAに得意先を奪われたことを恨みに思い続け、金に困っていたKを誘い犯行に及んだ。1974年2月6日、犯人のTとKは被害者A宅に押し入り、AとAの妻をハンマーで撲殺した後、そのままA宅に居座り、その後帰宅したAの三男夫婦、元使用人を次々と襲って殺害。さらに84000円の現金を奪った。
Kは早々に逮捕されたが、Tは社員寮があるメッキ工場で働きながら潜伏を続けた。しかし手配書が出回ったことがきっかけとなり1974年3月8日に逮捕された。逮捕後、Tのバッグから犯行を示唆するメモのような手記が発見されたが、平仮名だらけの脈絡のない文章であった。

## その後
犯人の2人はともに強盗殺人罪などで起訴され、いずれも責任が重大として死刑が言い渡され、1979年12月25日に最高裁で死刑が確定した。
事実関係に争いが無く、二人は淡々と刑の宣告を受け入れたが、TはKを巻き込んだことを後悔していたという。2人は共に1986年5月20日に死刑が執行された。